# توپچی
توپچی یکی از روستاهای استان آذربایجان شرقی است که در دهستان چهرگان بخش تسوج شهرستان شبستر واقع شده‌است.

## موقعیت
این روستا از غرب به روستای قزلجه از شرق روستای چشمه کنان از جنوب جاده اصلی ریل راه‌آهن و دریاچه ارومیه و از شمال به کوه‌های میشو (میشو داغی و طبیعت بکر منتهی می‌شود.

## محصولات
اکثر محصولات روستا:آلبالو، گیلاس، سیب، گردو، بادام، گندم و … که هم برای مصرف شخصی و هم جهت عرضه در بازار محلی کاشت و برداشت می‌شود.
از مشاهیر آن میتوان به میرزا میرپنج توپچی اشاره کرد. وی در طول دوران زندگی اش افراد زیادی را متحول کرده است